# 1917–1918-as NHL-szezon
Az 1917–1918-as NHL-szezon az első National Hockey League szezon volt. Négy csapat kezdte a szezont de a Montréal Wanderers 1918 januárjában feladta a küzdelmeket, mert a pályájuk a Montreal Arena leégett. A bajnok az O'Brien-trófeát nyertek el, mely a megszűnt National Hockey Association trófeája volt. A bajnok a rájátszás győztesének számított és esélyt kapott arra, hogy megnyerje a Stanley-kupát a rivális ligák kihívóival szemben. A rájátszás győztese a Toronto Arenas csapata volt és a Pacific Coast Hockey Associationből származó Vancouver Millionaires csapatát legyőzte a Stanley-kupa döntőjében 3–2-es összesítéssel.

## Alapszakasz

### Szabály módosítások
A megszűnt National Hockey Association-ből átkerült az O'Brien-trófea az új NHL-be, amit az a csapat kapott meg, amelyik megnyerte az NHL-rájátszását. Ezután a csapat megküzdhetett a Stanley-kupáért a rivális ligák csapataival.

### Jelentősebb események
Az első mérkőzés a liga történetében a Toronto Arenas és a Montréal Wanderers összecsapása volt. A mérkőzést a Wanderers nyerte 10–9-re. Az első gólt a montréali Dave Ritchie lőtte és Harry Hyland négyet szerzett. Összesen 700 néző volt kíváncsi a meccsre.
Január 28-án a Canadiens–Toronto mérkőzésen Alf Skinner és Joe Hall az ütőjükkel összeakaszkodtak, aminek a következménye kiállítás, 15 dolláros büntetés és a torontói rendőrség általi letartóztatás, majd felfüggesztett börtönbüntetés lett.

### Tabella
| Első félidő        | MSz | Gy | V | D | P  | SzG | KG |
| ------------------ | --- | -- | - | - | -- | --- | -- |
| Montréal Canadiens | 14  | 10 | 4 | 0 | 20 | 81  | 47 |
| Toronto Arenas     | 14  | 8  | 6 | 0 | 16 | 71  | 75 |
| Ottawa Senators    | 14  | 5  | 9 | 0 | 10 | 67  | 79 |
| Montreal Wanderers | 6   | 1  | 5 | 0 | 2  | 17  | 35 |

| Második félidő     | MSz | Gy | V | D | P  | SzG | KG |
| ------------------ | --- | -- | - | - | -- | --- | -- |
| Toronto Arenas     | 8   | 5  | 3 | 0 | 10 | 37  | 34 |
| Ottawa Senators    | 8   | 4  | 4 | 0 | 8  | 35  | 35 |
| Montréal Canadiens | 8   | 3  | 5 | 0 | 6  | 34  | 37 |

### Kanadai táblázat
| Játékos         | Csapat             | MSz | G  | A  | P  | B  |
| --------------- | ------------------ | --- | -- | -- | -- | -- |
| Joe Malone      | Montréal Canadiens | 20  | 44 | 4  | 48 | 30 |
| Cy Denneny      | Ottawa Senators    | 20  | 36 | 10 | 46 | 80 |
| Reg Noble       | Toronto Arenas     | 20  | 30 | 10 | 40 | 35 |
| Newsy Lalonde   | Montréal Canadiens | 14  | 23 | 7  | 30 | 51 |
| Corbett Denneny | Toronto Arenas     | 21  | 20 | 9  | 29 | 14 |
| Harry Cameron   | Toronto Arenas     | 21  | 17 | 10 | 27 | 28 |
| Didier Pitre    | Montréal Canadiens | 20  | 17 | 6  | 23 | 29 |
| Eddie Gerard    | Ottawa Senators    | 20  | 13 | 7  | 20 | 26 |
| Jack Darragh    | Ottawa Senators    | 18  | 14 | 5  | 19 | 26 |
| Frank Nighbor   | Ottawa Senators    | 10  | 11 | 8  | 19 | 6  |

### Kapusok mérlege
| Játékos        | Csapat                         | MSz | JI   | Gy | V  | D | KG  | SO | KGÁ  |
| -------------- | ------------------------------ | --- | ---- | -- | -- | - | --- | -- | ---- |
| Georges Vézina | Montréal Canadiens             | 21  | 1282 | 12 | 9  | 0 | 84  | 1  | 3.93 |
| Hap Holmes     | Toronto Arenas                 | 16  | 965  | 9  | 7  | 0 | 76  |    | 4.73 |
| Clint Benedict | Ottawa Senatros                | 22  | 1337 | 9  | 13 | 0 | 114 | 1  | 5.12 |
| Art Brooks     | Toronto Arenas                 | 4   | 220  | 2  | 2  | 0 | 23  |    | 6.27 |
| Sammy Hebert   | Toronto Arenas/Ottawa Senators | 2   | 80   | 1  | 0  | 0 | 10  |    | 7.5  |

## Stanley-kupa rájátszás

### NHL-bajnoki döntő
Toronto vs. Montreal Canadiens
| Dátum       | Otthon             | Eredmény | Idegenben          | Megjegyzés |
| ----------- | ------------------ | -------- | ------------------ | ---------- |
| Március 11. | Toronto Arenas     | 7–3      | Montréal Canadiens |            |
| Március 13. | Montréal Canadiens | 4–3      | Toronto Arenas     |            |

A Toronto Arenas jutott tovább 10–7-es összesített gólaránnyal.

### Stanley-kupa döntő
Vancouver Millionaires vs. Toronto
| Dátum       | Otthon                 | Eredmény | Idegenben              | Megjegyzés |
| ----------- | ---------------------- | -------- | ---------------------- | ---------- |
| Március 20. | Toronto Arenas         | 5–3      | Vancouver Millionaires |            |
| Március 23. | Vancouver Millionaires | 6–4      | Toronto Arenas         |            |
| Március 26. | Toronto Arenas         | 6–3      | Vancouver Millionaires |            |
| Március 28. | Vancouver Millionaires | 8–1      | Toronto Arenas         |            |
| Március 30. | Toronto Arenas         | 2–1      | Vancouver Millionaires |            |

A 3 győzelemig tartó versengést a Toronto Arenas nyerte, így elhódították a Stanley-kupát 3–2-es összesítéssel.

### A rájátszás kanadai táblázata
| Játékos       | Csapat             | MSz | G | A | P  |
| ------------- | ------------------ | --- | - | - | -- |
| Alf Skinner   | Toronto Arenas     | 7   | 8 | 3 | 11 |
| Newsy Lalonde | Montréal Canadiens | 2   | 4 |   | 4  |
| Harry Cameron | Toronto Arenas     | 7   | 4 |   | 4  |
| Harry Meeking | Toronto Arenas     | 7   | 4 |   | 4  |
| Reg Noble     | Toronto Arenas     | 7   | 3 |   | 3  |

## Debütálók
- Jack Adams, Toronto Arenas

## Visszavonulók
- Jack Laviolette, Montréal Canadiens
- Art Ross, Montreal Wanderers
- Harry Hyland, Ottawa Senators